# Bernoullijevo število
Bernoullijeva števíla [bernúlijeva ~] so v matematiki zaporedje racionalnih števil. Veliko se uporabljajo v teoriji števil in so v tesni zvezi z vrednostmi Riemannove funkcije ζ pri negativnih celih argumentih.
V Evropi je števila prvi raziskoval Jakob Bernoulli I., po katerem jih je imenoval de Moivre. Njegov rezultat je bil objavljen po njegovi smrti v delu Umetnost domnevanja (Ars Conjectandi) leta 1713. Pred njim jih je neodvisno odkril že Kova Seki. Tudi njegov rezultat je bil objavljen po njegovi smrti v njegovem delu Kacujo Sampo leta 1712. Kova Seki ni predstavil svoje metode kot formulo na podlagi zaporedja konstant.
Pojavljajo se v Taylorjevih vrstah za funkciji tangens in hiperbolični tangens, v Euler-Maclaurinovi formuli in v izrazih za nekatere vrednosti Riemannove funkcije ζ.
V opombi v delu Ade Byron o analitičnem stroju iz leta 1842 je bil prvič opisan algoritem za računalniško računanje Bernoullijevih števil, kar pomeni, da so bila Bernoullijeva števila predmet prvega objavljenega računalniškega programa.

## Vpeljava
Bernoullijeva števila {\displaystyle B_{n}} so bila prvič odkrita v povezavi s sklenjenimi oblikami vsot:
{\displaystyle \sum _{k=0}^{m-1}k^{n}=0^{n}+1^{n}+2^{n}+\cdots +{(m-1)}^{n}\!\,}
za različne določene vrednosti n. Sklenjene oblike so vedno polinomi v m stopnje n + 1. Koeficienti teh polinomov so v tesni zvezi z Bernoullijevimi števili, kot sledi in kar je znano, ne čisto upravičeno, kot Faulhaberjeva formula:
{\displaystyle \sum _{k=0}^{m-1}k^{n}={\frac {1}{n+1}}\sum _{k=0}^{n}{n+1 \choose {k}}B_{k}m^{n+1-k}\!\,.}
Če je na primer n enak 1, imamo 0 + 1 + 2 + ... + (m − 1) = 
(1/2) (B0 m2 + 2 B1 m1) = 1/2 (m2 − m).  Podrobnosti so v članku o Faulhaberjevi formuli, vključno z umbralno obliko.
Zapišemo lahko tudi:
{\displaystyle \sum _{k=0}^{m-1}k^{n}={\frac {B_{n+1}(m)-B_{n+1}(0)}{n+1}}\!\,,}
kjer je {\displaystyle B_{n+1}(m)} Bernoullijev polinom stopnje (n + 1).
Bernoullijeva števila lahko izračunamo s pomočjo rekurzivne enačbe:
{\displaystyle \sum _{j=0}^{m}{m+1 \choose {j}}B_{j}=0\!\,}
za m > 0 in B0 = 1.
Bernoullijeva števila lahko določimo tudi s pomočjo rodovnih funkcij. Njihova eksponenta rodovna funkcija je x/(ex − 1), tako da velja:
{\displaystyle {\frac {x}{e^{x}-1}}=B_{0}+B_{1}{\frac {x}{1!}}+B_{2}{\frac {x^{2}}{2!}}+B_{3}{\frac {x^{3}}{3!}}+B_{4}{\frac {x^{4}}{4!}}+\cdots =\sum _{n=0}^{\infty }B_{n}{\frac {x^{n}}{n!}}\!\,}
za vse vrednosti x z absolutno vrednostjo manjšo od 2π (konvergenčni polmer te potenčne vrste).
Da so te definicije enakovredne, lahko pokažemo s popolno indukcijo. Začetni pogoj {\displaystyle B_{0}=1} izhaja iz l'Hôpitalovega pravila. Za rekurenčno enačbo pomnožimo obe strani z enačbo {\displaystyle e^{x}-1}. Nato iz razvoja s pomočjo Taylorjeve vrste za eksponentno funkcijo izhaja:
{\displaystyle x=\left(\sum _{j=1}^{\infty }{\frac {x^{j}}{j!}}\right)\left(\sum _{n=0}^{\infty }{\frac {B_{n}x^{n}}{n!}}\right)\!\,.}
Če razvijemo enačbo s Cauchyjevim produktom in preuredimo, dobimo:
{\displaystyle x=\sum _{m=0}^{\infty }\left(\sum _{j=0}^{m}{m+1 \choose j}B_{j}\right){\frac {x^{m+1}}{(m+1)!}}\!\,.}
Iz zadnje enakosti je razvidno, da za koeficiente te potenčne vrste velja ista rekurenčna enačba kot za Bernoullijeva števila.
Včasih se uporabljajo majhne črke bn, da se razlikujejo od Bellovih števil.

## Vrednosti Bernoullijevih števil
Spodaj je navedenih prvih nekaj neničelnih Bernoullijevih števil (OEIS A027641 in A027642).
| n  | Bn                                                      |
| -- | ------------------------------------------------------- |
| 0  | {\displaystyle 1\!\,}                                   |
| 1  | {\displaystyle -{\frac {1}{2}}=-0,5\!\,}                |
| 2  | {\displaystyle {\frac {1}{6}}\approx 0,1667\!\,}        |
| 4  | {\displaystyle -{\frac {1}{30}}\approx -0,0333\!\,}     |
| 6  | {\displaystyle {\frac {1}{42}}\approx 0,02381\!\,}      |
| 8  | {\displaystyle -{\frac {1}{30}}\approx -0,0333\!\,}     |
| 10 | {\displaystyle {\frac {5}{66}}\approx 0,07576\!\,}      |
| 12 | {\displaystyle -{\frac {691}{2730}}\approx -0,2531\!\,} |
| 14 | {\displaystyle {\frac {7}{6}}\approx 1,1667\!\,}        |

| n  | Bn                                                                    |
| -- | --------------------------------------------------------------------- |
| 16 | {\displaystyle -{\frac {3617}{510}}\approx -7,0922\!\,}               |
| 18 | {\displaystyle {\frac {43867}{798}}\approx 54,9712\!\,}               |
| 20 | {\displaystyle -{\frac {174611}{330}}\approx -529,124\!\,}            |
| 22 | {\displaystyle {\frac {854513}{138}}\approx 6192,12\!\,}              |
| 24 | {\displaystyle -{\frac {236364091}{2730}}\approx -86580,3\!\,}        |
| 26 | {\displaystyle {\frac {8553103}{6}}\approx 1425517\!\,}               |
| 28 | {\displaystyle -{\frac {23749461029}{870}}\approx -27298231\!\,}      |
| 30 | {\displaystyle {\frac {8615841276005}{14322}}\approx 601580874\!\,}   |
| 32 | {\displaystyle -{\frac {7709321041217}{510}}\approx -15116315767\!\,} |

Za vse lihe n, razen 1, so Bn = 0. Bernoullijeva števila imajo eksplicitno formulo z izbirnimi funkcijami, ki so dokaj zapletene. Lahko jih določimo na preprost način iz vrednosti Riemannove funkcije ζ za negativne celoštevilske argumente (ker je ζ(1−n) = −Bn/n za vse cele n večje od 1, ne pa tudi v n = 1, ker je funkcija ζ enaka −1/2 za argument 0). Zaradi tega so povezana z značilnostmi objektov iz teorije števil in tudi zaradi tega nimajo trivialne opredelitve.

## Asimptotični približek
Leonhard Euler je izrazil Bernoullijeva števila s pomočjo Riemannove funkcije ζ kot:
{\displaystyle B_{2n}=(-1)^{n+1}{\frac {2(2n)!}{(2\pi )^{2n}}}\zeta (2n)\!\,.}
Na primer za n = 1:
{\displaystyle B_{2}=(-1)^{2}{\frac {2(2)!}{(2\pi )^{2}}}\zeta (2)={\frac {4}{4\pi ^{2}}}\zeta (2)={\frac {1}{\pi ^{2}}}{\frac {\pi ^{2}}{6}}={\frac {1}{6}}\!\,.}
Prvih nekaj Bernoullijevih števil daje misliti, da so vsa majhna. Kasnejše vrednosti pokažejo, da temu ni tako. Ker je faktor v Riemannovi funkciji ζ večji od 1, sledi:
{\displaystyle |B_{2n}|>{\frac {2(2n)!}{(2\pi )^{2n}}}\!\,,}
tako da zaporedje Bernoullijevih števil zelo hitro divergira za velike indekse. Če fakulteto nadomestimo z asimptotičnim približkom, dobimo asimptotični približek za Bernoullijeva števila. Na primer:
{\displaystyle |B_{2n}|\sim 4{\sqrt {\pi n}}\left({\frac {n}{\pi e}}\,{\frac {480n^{2}+9}{480n^{2}-1}}\right)^{2n}\!\,.}
Ta formula (Peter Luschny, 2007) temelji na povezavi Bernoullijevih števil z Riemannovo funkcijo ζ in na aproksimaciji fakultete, ki jo je leta 2007 podal Gergő Nemes. Ta približek na primer da:
{\displaystyle |B(1000)|\approx 5,318704469415522033\ldots \cdot 10^{1769}\,}
kar je netočno le za tri enote v zadnji prikazani značilni števki.

## Neenakosti
Veljata naslednji dve neenakosti (Luschny, 2007) za n > 8 in aritmetična sredina obeh mej je aproksimacija reda n−3 za Bernoullijeva števila B2n: 
{\displaystyle 4{\sqrt {\pi n}}\left({\frac {n}{\pi e}}\right)^{2n}\left[1+{\frac {1}{24n}}\right]<|B_{2n}|<4{\sqrt {\pi n}}\left({\frac {n}{\pi e}}\right)^{2n}\left[1+{\frac {1}{24n}}\left(1+{\frac {1}{24n}}\right)\right]\!\,.}
Če odstranimo člena v oglatih olepajih na obeh straneh in na desni zamenjamo faktor 4 s 5 , dobimo preproste neenakosti, ki veljajo za n > 1. 
Spodnja meja za 2n = 1000 je na primer 5,31870445... · 101769, zgornja meja je 5,31870448... · 101769 in srednja vrednost 5,31870446942... · 101769.

## Urejene enakosti
n-ta kumulanta enakomerne verjetnostne porazdelitve na intervalu [−1, 0] je Bn/n.
Naslednje zveze, ki jih je podal Ramanudžan, dajo učinkovitejše metode za računanje Bernoullijevih števil:
{\displaystyle m\equiv 0\,{\bmod {\,}}6\qquad {{m+3} \choose {m}}B_{m}={{m+3} \over 3}-\sum _{j=1}^{m/6}{m+3 \choose {m-6j}}B_{m-6j}\!\,,}
{\displaystyle m\equiv 2\,{\bmod {\,}}6\qquad {{m+3} \choose {m}}B_{m}={{m+3} \over 3}-\sum _{j=1}^{(m-2)/6}{m+3 \choose {m-6j}}B_{m-6j}\!\,,}
{\displaystyle m\equiv 4\,{\bmod {\,}}6\qquad {{m+3} \choose {m}}B_{m}=-{{m+3} \over 6}-\sum _{j=1}^{(m-4)/6}{m+3 \choose {m-6j}}B_{m-6j}\!\,.}
Velja tudi Carlitzeva enakost:
{\displaystyle (-1)^{m}\sum _{r=0}^{m}{m \choose r}B_{n+r}=(-1)^{n}\sum _{s=0}^{n}{n \choose s}B_{m+s}\!\,.}

## Aritmetične značilnosti Bernoullijevih števil
Bernoullijeva števila lahko izrazimo z Riemannovo funkcijo ζ kot Bn = − nζ(1 − n) za cele n > 1 (formula je odmaknjena za predznak pri n = 1, saj je ζ(0) = -1/2) kar jih tesno povezuje v vrednostmi funkcije ζ za negativne celoštevilske argumente. Zaradi tega lahko pričakujemo, da bodo imela, in dejansko tudi imajo globoke aritmetične značilnosti, kar je odkril Kummer pri reševanju Fermatovega velikega izreka. 
Značilnost deljivosti Bernoullijevih števil je povezana z idealnimi razrednimi grupami ciklotomskig obsegov prek Kummerjevega izreka in njegove močnejše oblike v Herbrand-Ribetovem izreku in z razrednimi števili realnih kvadratnih obsegov prek Ankeny-Artin-Čovlove kongruence. Obstaja tudi povezava z algebrsko K-teorijo; če je cn števec Bn/2n, je red {\displaystyle K_{4n-2}(\mathbb {Z} )} enak −c2n za lihe n in 2c2n za sode n.
Z deljivostjo je povezan tudi von Staudt-Clausenov izrek, ki pravi, da, če prištejemo 1/p k Bn za vsako takšno praštevilo p, da p − 1 deli n, dobimo celo število. To ejstvo takoj dopušča označitev imenovalcev neničelnih Bernoullijevih števil Bn kot produkt vseh takšnih praštevil p, da p − 1 deli n. Pri tem so števci deljivi brez kvadrata in deljivi s 6.
Po Agoh-Giugovi domnevi je p praštevilo tedaj in le tedaj, če je pBp−1 kongruentno z −1 mod p.

### p-adična zveznost
Posebej pomembno kongruenčno značilnost Bernouulijevih števil lahko označimo kot p-adično značilnost. Če so b, m in n takšna pozitivna cela števila, da  m in n nista deljiva s p − 1 in, da je {\displaystyle m\equiv n\,{\bmod {\,}}p^{b-1}(p-1)}, potem velja:
{\displaystyle (1-p^{m-1}){\frac {B_{m}}{m}}\equiv (1-p^{n-1}){\frac {B_{n}}{n}}\,{\bmod {\,}}p^{b}\!\,.}
Ker je {\displaystyle B_{n}=-n\zeta (1-n)}, lahko to zapišemo tudi kot:
{\displaystyle (1-p^{-u})\zeta (u)\equiv (1-p^{-v})\zeta (v)\,{\bmod {\,}}p^{b}\!\,,}
kjer sta u = 1 − m in v = 1 − n, tako da sta u in v nepozitivna in nekongruentna k 1 mod p − 1. To pove, da je Riemannova funkcija ζ z 1 − p−s, izpeljano iz Eulerjevega produkta, zvezna v p-adičnih številih na lihih negativnih celih številih kongruentnih z mod p − 1 k določenemu {\displaystyle a\not \equiv 1\,{\bmod {\,}}p-1}. Tako jo lahko razširimo na zvezno funkcijo {\displaystyle \zeta _{p}(s)} za vsa p-adična cela števila {\displaystyle \mathbb {Z} _{p},\,} kot p-adično funkcijo Zeta.

## Geometrične značilnosti Bernoullijevih števil
Kervaire-Milnorjeva formula za red ciklične grupe difeomorfne razrede eksotičnih (4n − 1)-sfer, ki omejujejo vzporedljive mnogoterosti za {\displaystyle n\geq 2} obsega Bernoullijeva števila; če je B(n) števec B4n/n, potem je:
{\displaystyle 2^{2n-2}(1-2^{2n-1})B_{(n)}\!\,}
število takšnih eksotičnih sfer. Formula se v topoloških virih razlikuje, ker topologi uporabljajo različni dogovor za poimenovanje Bernoullijevih števil. V tem članku je povzet dogovor iz teorije števil.

## Učinkovito računanje Bernoullijevih števil modp
Pri nekaterih uporabah je priročno znati računati Bernoullijeva števila B0 prek Bp − 3 modulo p, kjer je p praštevilo. Na primer pri ugotavljanju resničnosti Vandiverjeve domneve za  p, ali le za določevanje ali je p iregularno praštevilo. Vandiverjeva domneva je preverjena za {\displaystyle p<12\cdot 10^{6}}. Takšni izračuni niso izvedljivi z zgornjimi rekurzijskimi formulami, ker bi bilo potrebnih vsaj (konstantno večkratno) p2 aritmetičnih operacij. Na srečo so razvili hitrejše metode (Buhler idr), ki zahtevajo le O(p (log p)2) operacij (glej zapis z velikim O).